# Powiat Csurgó
Powiat Csurgó (węg. Csurgói járás) – jeden z jedenastu powiatów komitatu Somogy na Węgrzech. Jego powierzchnia wynosi 496,20 km². W 2007 liczył 17 970 mieszkańców (gęstość zaludnienia 36 os./1 km²). Siedzibą władz jest miasto Csurgó.

## Miejscowości powiatu Csurgó
- Berzence
- Csurgó
- Csurgónagymarton
- Gyékényes
- Iharos
- Iharosberény
- Inke
- Őrtilos
- Pogányszentpéter
- Porrog
- Porrogszentkirály
- Porrogszentpál
- Somogybükkösd
- Somogycsicsó
- Somogyudvarhely
- Szenta
- Zákány
- Zákányfalu